# فيلهلم بيترز
فيلهلم بيترس (بالألمانية: Wilhelm Peters) عالم ألماني اختص في دراسة التاريخ الطبيعي والاستكشافات. ولد في 22 أبريل، 1815، كولدنبوتل وتوفي في 20 أبريل، 1883، برلين.